# Blanca Alfaro
Blanca Odilia Alfaro Guerra (Masagua, 25 de enero de 1971) es una abogada, política y funcionaria guatemalteca que se desempeña como magistrada del Tribunal Supremo Electoral desde marzo de 2020, también fue Magistrada Presidente del Tribunal Supremo Electoral de octubre de 2023 hasta enero de 2025.
Anteriormente fue alcaldesa del municipio de Masagua de donde es originaria, desde 2012 hasta 2016 año en que renunció por problemas de salud. En las elecciones de 2019 fue candidata a la vicepresidencia de Guatemala por el partido Prosperidad Ciudadana junto a Edwin Escobar como candidato a presidente, sin embargo, la candidatura fue revocada por problemas legales de su compañero de fórmula.

## Biografía
Alfaro nació el 25 de enero de 1971 en el municipio de Masagua, departamento de Escuintla. Alfaro proviene de una familia muy activa en la política. Su padre Marcos Augusto Alfaro Lemus, fue alcalde de Masagua de 1991 hasta su fallecimiento en 2004; mientras que su tío Juan José Alfaro Lemus fue diputado al Congreso de la República por el Movimiento de Acción Solidaria (MAS) de 1991 a 1994, mientras que sus otros dos tíos llegaron a ser alcaldes del municipio de Agua Blanca, Jutiapa.
Alfaro egresó como abogada y notaria por la Universidad de San Carlos de Guatemala, donde llegó a ejercer la docencia. En dicha universidad, obtuvo una maestría y un doctorado en derecho. Como abogada, participó en el equipo jurídico del general Efraín Ríos Montt durante el proceso que enfrentó por su supuesta participación en el polémico jueves negro de 2003.

### Carrera política
En 2011, al igual que su padre, se postuló como candidata a alcaldesa de Masagua ubicado en el departamento de Escuintla, por el Partido Patriota (PP). Ganó la elección y derrotó al alcalde en funciones Alejandro Bran de la Rosa de la Unidad Nacional de la Esperanza (UNE). Alfaro asumió el cargo en enero de 2012. En 2015, ganó la reelección por el partido Libertad Democrática Renovada, aunque renunció en marzo de 2016 por problemas de salud y fue sucedida por el concejal primero Israel Castillo.
En mayo de 2013 sufrió una protesta de sindicatos que exigían que renunciara al cargo. Además fue criticada porque en una ocasión gastó fue cuestionada por gastar Q90 mil de fondos en biblias con fondos públicos, para entregarlas a los pastores del municipio.
El 14 de marzo de 2016 presentó un permiso ante el concejo municipal para ausentarse del cargo durante algunos meses debido a problemas de salud que presentaba, esto provocó que el concejal I, Israel Castillo, la sustituyera; en un principio se indicó que sería por tiempo indefinido pero en agosto de ese año presentó su renuncia definitiva a partir del 1 de septiembre de ese año, de esa manera Castillo continuó en el cargo hasta 2020.

### Candidatura vicepresidencial
Retornó a la docencia universitaria, en las elecciones generales de 2019 fue postulada como precandidata a la vicepresidencia de la República por el partido Prosperidad Ciudadana junto al alcalde de Villa Nueva, Edwin Escobar Hill, aunque su binomio no fue inscrito por el Tribunal Supremo Electoral porque su compañero no presentó un finiquito, por problemas legales de Escobar Hill.

### Magistrada del órgano electoral
Fue elegida como magistrada vocal III del Tribunal Supremo Electoral por el Congreso de la República con 139 votos de 160 diputados, asumió el cargo el 20 de marzo de 2020. Durante su posición como magistrada, le tocó supervisar el proceso para la convocatoria a las elecciones generales de 2023. Luego de la profunda judicialización que sufrió el proceso electoral poco después de la primera vuelta, Alfaro denunció intimidaciones y amenazas de muerte por su trabajo, por lo que, un día antes de la segunda vuelta, anunció que iba a presentar su renuncia ante el Congreso de la República, que finalmente rechazó la renuncia porque presentó una carta con la renuncia condicionada a la presentación de casos penales contra ella. A finales de septiembre el Ministerio Público pidió el retiro de su inmunidad por presuntas irregularidades en la adquisición del programa de Transmisión de Resultados Electorales Provisionales (TREP) que presentó los resultados preliminares durante la primera y segunda vuelta electoral.
Durante la mañana del 30 de septiembre de 2023, el Ministerio Público realizó un nuevo allanamiento en la sede del Tribunal Supremo Electoral para decomisar las actas electorales que certificaban el conteo de los votos de las elecciones generales de 2023, Alfaro junto a sus compañeros magistrados realizaron una cadena humana para impedir que los policías y fiscales continuaran con este hecho ya que el MP investiga un posible fraude fraguado por los magistrados, entre ellos, Alfaro. Minutos después, Alfaro visiblemente afectada dio una conferencia de prensa y expresó su consternación por los hechos. 